# 立窝尼亚公国
立窝尼亚公国是一个存在于1561年至1621年，属于立陶宛大公国——后属于波兰立陶宛联邦的封地。 
立窝尼亚自立窝尼亚骑士团因维尔纽斯联合和立窝尼亚联邦在立窝尼亚战争解体而世俗化后，于1561年起属于立陶宛大公国。立窝尼亚部分地区，构成了库尔兰和瑟米加利亚公国，而现在的爱沙尼亚西南部和拉脱维亚东北部，包括现在的维泽梅和拉特加尔被割让给立陶宛。 
在1566年，根据立窝尼亚地主和立陶宛当局签署的联合条约，他被称为立窝尼亚公国；扬·谢罗尼莫维迟·乔德基维迟变为公国第一位总督（1566年-1578年）。直到1569年，变为立陶宛大公国的一个省。在1569年卢布林联合后，它变为波兰王国王冠领地和大公国的共管国。 
公国的部分地区在波兰瑞典战争中被瑞典帝国征服，并在1629年他们的收获在奥特马克条约中被承认。联邦保留文登省，重命名为因弗兰提省，直到1772年被叶卡捷琳娜二世的俄罗斯帝国吞并。头衔"立窝尼亚大公"被后来的俄罗斯沙皇使用。

## 行政区划
| 行政区划   | 首府     | 存在时期         |
| ---------- | -------- | ---------------- |
| 多尔帕特省 | 多尔帕特 | 1598年至1620年代 |
| 帕尔那瓦省 | 帕尔那瓦 | 1598年至1620年代 |
| 文登省     | 文登     | 1598年至1620年代 |